# Palmeiras (Bahia)
Palmeiras is een gemeente in de Braziliaanse deelstaat Bahia. De gemeente telt 8.437 inwoners (schatting 2009).

## Aangrenzende gemeenten
De gemeente grenst aan Boninal, Iraquara, Lençóis, Mucugê en Seabra.